# Benyahia Abderrahmane
Pour les articles homonymes, voir Benyahia.
Benyahia Abderrahmane (anciennement Aziz Ben Tellis) est une commune de la wilaya de Mila en Algérie.
Le nom de la ville provient du boxeur international algérien Abderrahmane Benyahia. Fils de combattants pour la liberté lors de la victorieuse révolution contre l’occupation, il eut une brillante carrière honorant sa patrie et sa famille en Amérique et en Europe.

## Géographie

### Situation
Le territoire de la commune de Benyahia Abderrahmane est situé au centre de la wilaya de Mila.
| Derradji Bousselah | Bouhatem              | Bouhatem, Aïn Mellouk |
| Bella (Sétif)      | Benyahia Abderrahmane | Chelghoum Laïd        |
| Tadjenanet         | Tadjenanet            | Chelghoum Laïd        |

### Lieux dits et hameaux
El Biar, Aïn Ammar, Boutouil, Aïn Khellouta, Ouled Aïssa

## Histoire
À l'époque romaine, le site portait le nom d'Idicra, situé sur la route qui mène de Milev à Cuicul. Anciennement Douar Ouled El Arbi, partie de la commune mixte de Châteaudun-du-Rhumel, elle deviendra une commune de plein exercice en 1956 sous le nom d'Aziz Ben Tellis. En 1963 elle est intégrée à la commune de Saint Donat qui sera renommée Tadjenanet. Elle redevient une commune en 1984 sous le nom de Benyahia Abderrahmane.

## Démographie
| 1884  | 1892  | 1897  | 1902  | 1987  | 1998   | 2008   |
| ----- | ----- | ----- | ----- | ----- | ------ | ------ |
| 4 413 | 6 290 | 5 734 | 6 032 | 8 927 | 10 222 | 10 052 |